# Тилль, Себастьен
Себастье́н Тилль (люкс. Sébastien Thill; 29 декабря 1993, Люксембург, Люксембург) — люксембургский футболист, полузащитник жешувской «Стали» и сборной Люксембурга.
Старший брат футболистов Оливье и Венсана.

## Клубная карьера
С 2009 по 2012 год играл за «Петанж» в чемпионате Люксембурга, забив 9 голов в 46 матчах. В 2013 году перешёл в «Прогрес». В 2015 году дебютировал в европейских клубных турнирах, когда «Прогрес» проиграл ирландскому «Шемрок Роверс» в первом квалификационном раунде Лиги Европы 2015/16.
4 июля 2017 года забил гол в ответном матче с шотландским «Рейнджерс», который принёс клубу сенсационную победу по сумме двух встреч в первом квалификационном раунде Лиги Европы 2017/18. Этот гол обеспечил «Прогресу» первую победу в еврокубках.
5 сентября 2020 года перешёл в аренду на сезон в российский «Тамбов». Его брат Оливье также играл в чемпионате России за «Уфу».
18 января 2021 года досрочно закончив аренду с «Тамбовом», также на правах аренды перешёл в молдавский клуб «Шериф».
Летом 2022 года перешёл в «Ганзу», подписав с клубом двухлетний контракт.

## Карьера в сборной
Тилль дебютировал за сборную Люксембурга 5 сентября 2015 года в отборочном матче Евро-2016 против Македонии. В этом матче забил в добавленное ко второму тайму время свой первый гол за сборную, а Люксембург одержал победу со счётом 1:0.

## Семья
Родился в футбольной семье. Отец Серж (р. 1969) — нападающий, в 1990-е годы выступал за сборную Люксембурга. Мать Натали (р. 1973, урожд. Фельтген) — бывшая легкоатлетка и футболистка, выступавшая на вратарской позиции за сборную Люксембурга с 2008 по 2013 годы. Братья Оливье и Венсан — также стали футболистами и выступают за сборную страны.

## Статистика
| Клуб             | Сезон            | Лига | Лига | Кубки | Кубки | Еврокубки | Еврокубки | Итого | Итого |
| Клуб             | Сезон            | Игры | Голы | Игры  | Голы  | Игры      | Голы      | Игры  | Голы  |
| ---------------- | ---------------- | ---- | ---- | ----- | ----- | --------- | --------- | ----- | ----- |
| Петанж           | 2009/2010        | 10   | 1    | 0     | 0     | 0         | 0         | 10    | 1     |
| Петанж           | 2010/2011        | 11   | 0    | 0     | 0     | 0         | 0         | 11    | 0     |
| Петанж           | 2011/2012        | 25   | 7    | 0     | 0     | 0         | 0         | 25    | 7     |
| Петанж           | Итого            | 46   | 8    | 0     | 0     | 0         | 0         | 46    | 8     |
| Прогрес          | 2012/2013        | 26   | 5    | 1     | 0     | 0         | 0         | 27    | 5     |
| Прогрес          | 2013/2014        | 24   | 9    | 0     | 0     | 0         | 0         | 24    | 9     |
| Прогрес          | 2014/2015        | 25   | 3    | 0     | 0     | 0         | 0         | 25    | 3     |
| Прогрес          | 2015/2016        | 23   | 5    | 0     | 0     | 1         | 1         | 24    | 6     |
| Прогрес          | 2016/2017        | 26   | 7    | 0     | 0     | 0         | 0         | 26    | 7     |
| Прогрес          | 2017/2018        | 23   | 9    | 0     | 0     | 4         | 1         | 27    | 10    |
| Прогрес          | 2018/2019        | 26   | 5    | 0     | 0     | 5         | 0         | 31    | 5     |
| Прогрес          | 2019/2020        | 17   | 1    | 0     | 0     | 5         | 0         | 22    | 1     |
| Прогрес          | 2020/2021        | 1    | 0    | 0     | 0     | 1         | 1         | 2     | 1     |
| Прогрес          | Итого            | 191  | 44   | 1     | 0     | 16        | 3         | 208   | 47    |
| Тамбов           | 2020/2021        | 7    | 0    | 1     | 0     | 0         | 0         | 8     | 0     |
| Тамбов           | Итого            | 7    | 0    | 1     | 0     | 0         | 0         | 8     | 0     |
| Всего за карьеру | Всего за карьеру | 244  | 52   | 2     | 0     | 16        | 3         | 262   | 55    |

### Сборная
| Люксембург | Люксембург | Люксембург |
| Год        | Игры       | Голы       |
| ---------- | ---------- | ---------- |
| 2015       | 4          | 1          |
| 2016       | 3          | 0          |
| 2017       | 2          | 0          |
| 2020       | 1          | 0          |
| 2021       | 2          | 0          |
| Всего      | 12         | 1          |

### Голы за сборную Люксембурга
| No. | Дата            | Место                                              | Соперник  | Гол | Результат | Соревнование             |
| --- | --------------- | -------------------------------------------------- | --------- | --- | --------- | ------------------------ |
| 1   | 10 октября 2017 | Стадион имени Жозе Бартеля, Люксембург, Люксембург | Македония | 1:0 | 1:0       | Отборочные матчи ЧЕ-2016 |

## Государственные награды
- Орден Почёта (30 декабря 2021 года, ПМР) — за большой вклад в развитие футбола, высокие спортивные достижения, волю к победе, стойкость и целеустремлённость, проявленные в самом престижном клубном турнире мира — Лиге чемпионов УЕФА, и в связи с 25-летием со дня образования закрытого акционерного общества «Спортивный клуб «Шериф»[13]